# کارگران جهان، متحد شوید!

نشان دولتی اتحاد جماهیر شوروی سوسیالیستی

کارگران جهان متحد شوید! (به انگلیسی: Workers of the world, unite!)، از مشهورترین شعارهای کمونیستی و جملهٔ پایانی مانیفست کمونیست است که در سال ۱۸۴۸ توسط کارل مارکس و فردریک انگلس نوشته شده‌ است.
این عبارت به صورت کامل‌تر هم ذکر شده‌است: کارگران جهان متحد شوید! شما چیزی برای از دست دادن ندارید جز زنجیرهایتان! (به انگلیسی: Workers of the world, unite! You have nothing to lose but your chains!)
این شعار همچنین، شعار رسمی اتحاد جماهیر شوروی سوسیالیستی و آلمان شرقی بود.